# Religion en Mauritanie

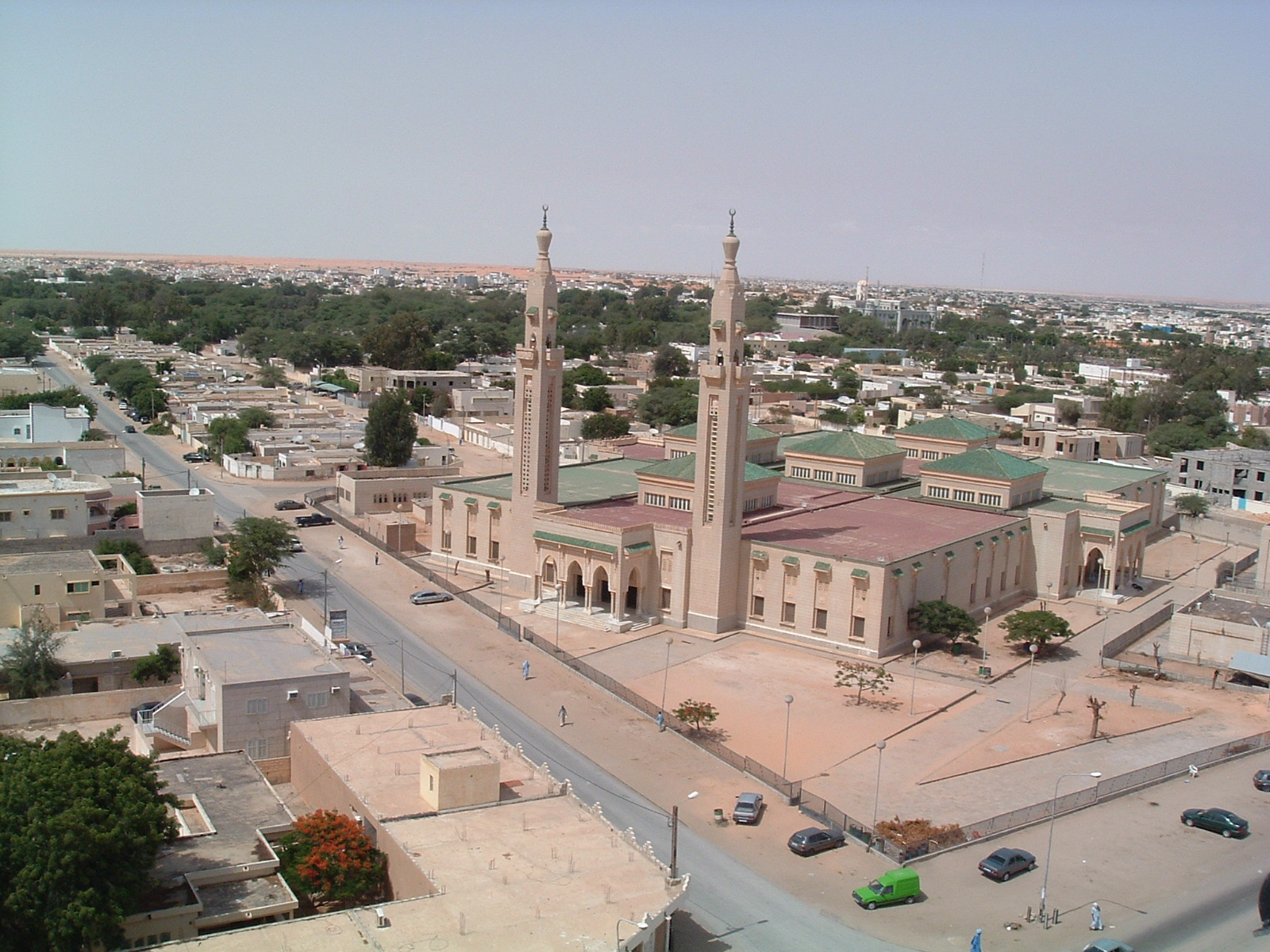
Mosquée saoudienne de Nouakchott

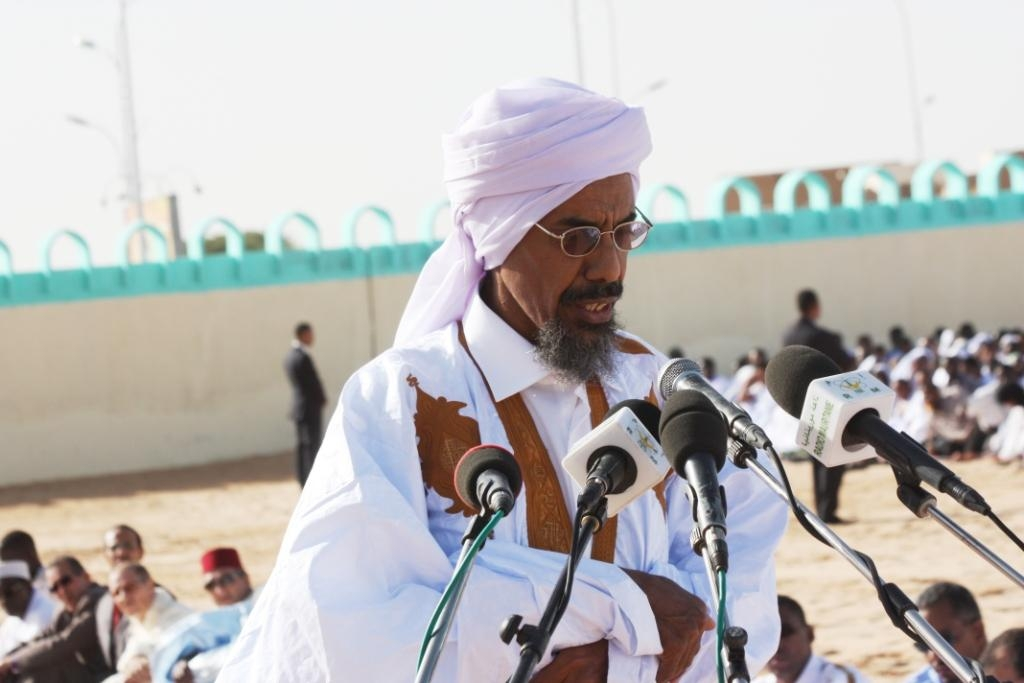
Le Grand Moufti condamnant le blasphème.

L'Islam sunnite est la religion principale de la Mauritanie (4 millions de Mauritaniens au recensement de 2020). La Constitution de 1991 définit la Mauritanie comme étant une république islamique et identifie l'Islam comme la religion du peuple et de l'État.
L'Islam en Mauritanie et les confréries soufies Tijaniyya, Hamallayya (en) et Qadiriyya (tendance Fādilīya (de)). 

## Personnalités
- Oumar Tall (1794-1864)
- Muhammad Fādil ibn Māmīn (de) (1795-1869)
- Hamahullah bin Muhammad bin Umar (en) (1882-?)
- Mohamed El Hassan Ould Dedew (1963-)

## Autres spiritualités
Le christianisme en Mauritanie serait le fait d'environ un peu moins de 5 000 croyants (soit environ 0,1 % de la population), relevant de l'Église catholique en Mauritanie (it) (Diocèse de Nouakchott).